# Disputationes de Controversiis
Le Disputationes (titolo completo: Disputationes de Controversiis Christianae Fidei adversus hujus temporis haereticos, note anche con il titolo De Controversiis) sono un'opera di teologia dogmatica di Roberto Bellarmino. L'opera è considerata "la più completa difesa del potere papale". Dopo la pubblicazione delle Disputationes Bellarmino fu considerato il massimo apologeta della dottrina cattolica del primato pontificio. Ignaz von Döllinger definì l’opera “la più completa difesa della fede cattolica, specialmente contro le aggressioni dei protestanti, che sia apparsa fino ai nostri giorni (cioè al Concilio Vaticano I) e per la sua erudizione e cortesia ha guadagnato al suo autore una fama imperitura”.

## Storia
Bellarmino scrisse le Disputationes mentre teneva lezioni al Collegio Romano. L'opera fu pubblicata per la prima volta a Ingolstadt in tre volumi (1581, 1582, 1593). La prima edizione completa, riveduta dall'autore, fu pubblicata a Venezia in quattro volumi in-folio nel 1596. In seguito ne furono pubblicate molte altre edizioni. Pregevoli soprattutto quella di Parigi del 1608, quella di Praga del 1721 e quella di Roma del 1832. Le Disputationes, il primo tentativo di sistematizzare le varie controversie teologiche del tempo, ebbero un immenso successo in tutta Europa. La forza delle argomentazioni di Bellarmino contro il protestantesimo fu avvertita a tal punto che in Germania e Inghilterra vennero fondate cattedre universitarie speciali per rispondere all'opera. Numerosi protestanti presero la penna per cercare di confutare Bellarmino, e il teologo calvinista Franciscus Junius dichiarò: "Non credo che il solo Bellarmino parli in queste pagine. È l'intera falange dei gesuiti, l'intera loro legione radunata per distruggerci." Durante il regno di Elisabetta I in Inghilterra, il possesso dell'opera era punibile con la morte, anche se un libraio londinese sosteneva di aver guadagnato di più vendendo l'opera "di quel gesuita piuttosto che tutti gli altri libri." L'impatto delle Disputationes fu tale che nel giro di un secolo furono scritti quasi 200 tentativi di confutazione. Teodoro di Beza, William Ames e John Rainolds furono tra coloro che scrissero trattati in risposta all'opera di Bellarmino. Thomas Hobbes dedicò metà del XLII capitolo (il più lungo dell’opera) del Leviatano alla confutazione dell’opera del gesuita, che egli definiva «the Champion of Papacy».
Il primo volume tratta della Parola di Dio, di Cristo e del papa; il secondo dell'autorità dei concili ecumenici e della Chiesa militante, sofferente e trionfante; il terzo dei sacramenti; e il quarto della grazia divina, del libero arbitrio, della giustificazione e delle opere.
Nonostante la fama di ultramontano che lo circonda, Bellarmino era in realtà più moderato di quanto si creda nella difesa del potere papale. Nel 1590, papa Sisto V arrivò sul punto di far porre, il primo volume dell'opera all'Indice dei libri proibiti a causa della dottrina sul cosiddetto potere indiretto del papa nelle cose temporali sostenuta da Bellarmino. Il papa ordinò che il volume fosse messo all'indice e vi restasse donec corrigatur. Solo dopo la morte di Sisto V (27 agosto 1590), il volume fu tolto dall'Indice.
Bellarmino fu al centro di appassionati dibattiti e aspre polemiche, anche in campo cattolico. La provata solidità metodologica della sua opera di controversista non basterà a salvaguardare da ogni sospetto le Disputationes, che non smetteranno di conservare a lungo una sottile aura di ambiguità in quanto compendio di un sapere proibito nel quale l’eresia, per essere sviscerata, decomposta, neutralizzata, deve prima di tutto essere rivelata.
Sono note, al riguardo, le accuse che gli rivolge il padre István Szánto, latinizzato in Arator, in una lettera al generale Acquaviva del 1591: «[Il parere] dei religiosi più dotti, qui [in Ungheria], è che le Controversiae abbiano più nuociuto che giovato alla Chiesa, e che abbiano offerto armi agli eretici anziché strappargliene. Mai, infatti, i calvinisti e i luterani hanno saputo trovare tanti e tanto solidi argomenti per difendere le loro sette come ne trovano in Bellarmino: e per questo comprano i suoi libri più dei cattolici».
Il caso si conclude in fretta con la piena solidarietà del generale al maggiore teologo del Collegio romano; eppure esso sembra rinviare a una contrapposizione di fondo tra due diverse antropologie del conflitto, l’una aperta al confronto con l’avversario – naturalmente per ribattere alle sue ragioni, che però in quanto tali hanno quantomeno diritto di parola –, l’altra alla sua negazione.

## Contenuto
La parte più importante dell'opera è rappresentata dai cinque libri riguardanti il papa. Dopo un'introduzione speculativa sulle forme di governo in generale, Bellarmino conclude che la monarchia è quella relativamente migliore. Ne consegue che un governo monarchico e il relativo potere temporale sono necessari per preservare l'unità e l'ordine della Chiesa.
Bellarmino ritiene che il potere pontificio sia stato conferito da Cristo a San Pietro. Quindi procede a dimostrare che questo potere è stato trasmesso ai successori di Pietro, ammettendo che un papa eretico può essere giudicato e deposto dalla Chiesa poiché per il fatto stesso della sua eresia cesserebbe di essere papa, e addirittura non sarebbe più un membro della Chiesa.
La terza sezione si occupa l'Anticristo. Bellarmino fornisce la teoria espressa dai Padri della Chiesa, di un Anticristo personale che verrà prima della fine del mondo e che sarà accettato dagli ebrei e incoronato nel Tempio di Gerusalemme, tentando così di confutare i protestanti che consideravano il papa l'Anticristo.
La quarta sezione tratta del papa come giudice supremo in materia di fede e morale. Bellarmino ammette che il papa può errare in questioni di fatto soggette alla comune conoscenza umana, e anche quando parla come teologo privato in veste non ufficiale. Bellarmino analizza in particolar modo il caso di Papa Onorio I, che era stato anatemizzato dal Terzo Concilio di Costantinopoli come colpevole di monotelismo.
La dottrina bellarminiana De summo Pontifice esercitò un sensibile influsso durante i lavori del Concilio Vaticano I che portarono alla costituzione Pastor Aeternus.

## Edizione latina
- Disputationes de controversiis Christianae fidei adversus hujus temporis haereticos.
  - Volume 1, Ingolstadt 1586 (online)
  - Volume 2, Ingolstadt 1589 (online)
  - Volume 3, Ingolstadt 1593 (online)